# Beschleunigerphysik
Die Beschleunigerphysik ist ein interdisziplinäres Gebiet, das sich mit der Auslegung, dem Aufbau und Betrieb von Teilchenbeschleunigern befasst. In Deutschland arbeiten etwa 800 Personen im Bereich der Beschleunigerphysik. Etwa die Hälfte davon ist Teil des Komitees für Beschleunigerphysik und wird durch dessen Sprecher vertreten.
Beschleunigerphysik kann grob umschrieben werden als
- Untersuchung der Bewegung, Manipulation und Beobachtung relativistischer, geladener Teilchenstrahlen und deren
- physikalischer Eigenschaften wie Energie, Raumladungsdichte, Emittanz, sowie deren
- Wechselwirkung mit elektromagnetischen Feldern der Beschleunigerstrukturen.

Es existieren daher unter anderem Überschneidungen mit den Gebieten
- Hochfrequenztechnik (zur Auslegung von Beschleunigungsstrukturen als Hohlraumresonatoren im Mikrowellenbereich),
- Optik mit den Schwerpunkten Laserphysik (Laser-Teilchen-Wechselwirkung) und geometrische Optik (zur Untersuchung der Führungs- und Fokussiereigenschaften von Magneten) und
- Computertechnologie mit dem Schwerpunkt Digitale Signalverarbeitung (beispielsweise zur automatisierten Strahlmanipulation).

Nicht zur Beschleunigerphysik zählen die mit Hilfe von Teilchenbeschleunigern durchgeführten Experimente zum Beispiel der Hochenergiephysik, Festkörperphysik oder Kernphysik.